# FC Oberlausitz Neugersdorf
El FC Oberlausitz Neugersdorf es un equipo de fútbol de Alemania que juega en la NOFV-Oberliga Süd, una de las ligas regionales que conforman la quinta división de fútbol en el país.

## Historia
Fue fundado el 12 de diciembre de 1992 en la ciudad de Neugersdorf luego de la reunificación de Alemania y de separarse del TBSV como un club multideportivo con secciones en balonmano, gimnasia y ciclismo además de fútbol. Al principio se llamaron Oberlausitzer Fußballclub Neugersdorf e.V hasta que el 1 de julio de 2003 cambiaron su nombre por el actual.
Hasta 1995, la OFC Neugersdorf jugó en la Bezirksliga Dresde. A medida que el aumento había conseguido el club se ha consolidado en la Landesliga Sashsen. Desde la temporada 2001/02, el equipo jugó en el NOFV-Oberliga Süd. En 2006 el club regresó de la Landesliga Sachsen. En la temporada 2012/13 ganó el campeonato con tres partidos por jugar en la temporada, que da derecho a volver a subir a la NOFV-Oberliga Süd.
El 12 de diciembre de 1992, una reunión histórica tuvo lugar en el restaurante Neugersdorfer "Hotel Lampelburg". El departamento de fútbol de TBSV Neugersdorf separado del club original y fundó la "Oberlausitzer Football Club Neugersdorf - OFC". Comenzó los años más exitosos del fútbol con mejoras en el estado y jugando en la Oberliga. Desde el Centro de Apoyo de Formación de Jóvenes de la Asociación de Fútbol de Sajonia, un Centro de Apoyo DFB Formación surgido en Neugersdorf. "Football Club Oberlausitz Neugersdorf - FCO" En 2003, el cambio de nombre de la asociación tuvo lugar. Las condiciones de entrenamiento y de juego mejoraron después de cambiar el césped del Rollrasenkur, la construcción de un campo de césped sintético y la renovación y construcción de vestuarios e instalaciones sanitarias en el Jahnturnhalle. En la Copa de Sajonia 2013/14 el club avanzó hasta los cuartos de final con una victoria de 2 : 1 sobre el Dinamo Dresde de la 3. Liga. La temporada 2014/15 terminó con el club con el segundo lugar de la Oberliga Nordost y ascendiendo a la Regionalliga Nordost.

## Jugadores

### Jugadores destacados
| - Marco Förster - Thomas Hoßmang - Robert Koch - Sven Kubis - Sepp Kunze - Jean-Clotaire Tsoumou-Madza - Jaroslav Dittrich | - Jan Flachbart - Ladislav Grubhoffer - Miroslav Hubený - Rafał Hübscher - Ladislav Jamrich - Libor Janáček - Jiří Liška - Pavel Lukáš | - Jan Nezmar - Michal Macek - Jan Penc - Pavel Širanec - Jiří Šisler - Jiří Stajner - Martin Sviták - Jiří Vagner |